# Peter Utaka
Peter Utaka (ur. 12 lutego 1984 w Enugu) – piłkarz nigeryjski grający na pozycji napastnika. Jest bratem Johna Utaki, reprezentanta Nigerii i piłkarza m.in. Stade Rennais FC i RC Lens.

## Kariera klubowa
Utaka urodził się w mieście Enugu. Jego pierwszym klubem w karierze był UMTH Nigeria, do którego trafił w 1997 roku w wieku 13 lat. W UMTH grał do końca roku 2003 i wtedy to zimą 2004 wyjechał do belgijskiego drugoligowca Patro Eisden Maasmechelen. W sezonie 2004/2005 grał jeszcze w Maasmechelen ale niedługo potem za 275 tysięcy euro trafił do KVC Westerlo, z którym podpisał 3-letni kontrakt. W Westerlo zastąpił w linii ataku rodaka Tosina Dosunmu, który odszedł do Austrii Wiedeń. W Westerlo rozegrał 24 mecze, zdobył 4 gole (swojego pierwszego w przegranym 2:3 meczu z Racingiem Genk) i zajął 12. miejsce w lidze. W sezonie 2005/2006 jego dorobek to 23 mecze i 6 goli dla Westerlo oraz zajął 9. pozycję. Od początku sezonu 2006/2007 partnerem Utaki w ataku był jego rodak Patrick Ogunsoto, ale zimą Utaka odszedł do drugoligowego Royal Antwerp FC. Grał w nim do końca sezonu 2007/2008, w którym został królem strzelców drugiej ligi.
Latem 2008 Utaka przeszedł do duńskiego Odense BK. W sezonach 2008/2009, 2009/2010 i 2010/2011 trzykrotnie z rzędu zostawał z Odense wicemistrzem Danii. W sezonie 2009/2010 z 18 golami został królem strzelców Superligaen.
W 2012 roku Utaka wyjechał do Chin. W latach 2012–2013 grał w Dalian A’erbin. W połowie 2013 roku odszedł z niego do Beijing Guo’an, z którym w 2014 roku wywalczył wicemistrzostwo Chin. W 2014 roku grał też w Shanghai Shenxin.
W 2015 roku Utaka został zawodnikiem japońskiego klubu Shimizu S-Pulse. W 2016 roku grał w Sanfrecce Hiroszima, w barwach którego został królem strzelców J1 League. W 2017 roku występował w FC Tokyo.
W 2018 roku Utaka przeszedł do duńskiego Vejle BK.
| Sezon   | Klub                      | Kraj    | Rozgrywki     | Mecze | Bramki |
| ------- | ------------------------- | ------- | ------------- | ----- | ------ |
| 2003/04 | Patro Eisden Maasmechelen | Belgia  | Tweede klasse | 32    | 16     |
| 2004/05 | Patro Eisden Maasmechelen | Belgia  | Tweede klasse | 3     | 1      |
| 2004/05 | KVC Westerlo              | Belgia  | Eerste klasse | 24    | 4      |
| 2005/06 | KVC Westerlo              | Belgia  | Eerste klasse | 30    | 5      |
| 2006/07 | KVC Westerlo              | Belgia  | Eerste klasse | 19    | 3      |
| 2006/07 | Royal Antwerp FC          | Belgia  | Tweede klasse | 12    | 4      |
| 2007/08 | Royal Antwerp FC          | Belgia  | Tweede klasse | 34    | 22     |
| 2008/09 | Odense BK                 | Dania   | Superligaen   | 27    | 12     |
| 2009/10 | Odense BK                 | Dania   | Superligaen   | 33    | 18     |
| 2010/11 | Odense BK                 | Dania   | Superligaen   | 32    | 14     |
| 2011/12 | Odense BK                 | Dania   | Superligaen   | 16    | 8      |
| 2012    | Dalian A’erbin            | Chiny   | Super League  | 28    | 20     |
| 2013    | Dalian A’erbin            | Chiny   | Super League  | 15    | 7      |
| 2013    | Beijing Guo’an            | Chiny   | Super League  | 12    | 7      |
| 2014    | Beijing Guo’an            | Chiny   | Super League  | 13    | 1      |
| 2014    | Shanghai Shenxin          | Chiny   | Super League  | 12    | 2      |
| 2015    | Shimizu S-Pulse           | Japonia | J1 League     | 28    | 9      |
| 2016    | Sanfrecce Hiroszima       | Japonia | J1 League     | 33    | 19     |
| 2017    | FC Tokyo                  | Japonia | J1 League     | 25    | 8      |
| 2017/18 | Vejle BK                  | Dania   | I dywizja     |       |        |

## Kariera reprezentacyjna
W reprezentacji Nigerii Utaka zadebiutował 3 marca 2010 w wygranym 5:2 towarzyskim meczu z Demokratyczną Republiką Konga. W debiucie zdobył gola. Od 2010 do 2011 roku rozegrał w kadrze narodowej 8 meczów, w których strzelił 3 gole.